# Спиридон Гопчевич
Спиридон Гопчевич, псевдонім Лео Бреннер (Трієст, 9 липня 1855 — Берлін, 1936 або Відень, 1928) — австро-угорський журналіст, астрономом і публіцист, сербський дипломат. Написав 15 романів, п'єс і поем, кілька астрономічних і географічних книг.

## Біографія
Спиридон Гопчевич народився в будинку багатого трієстського судновласника Спиридона Гопчевича, родом із Герцега-Нового. Коли його батько у 1861 році збанкрутував і покінчив життя самогубством, його мати Луїза Еманн забрала його до Відня, де він навчався з 1861 по 1865 рік в єзуїтській школі святої Анни, а з 1865 по 1869 рік він відвідував гімназію в Мелко.
В 1872 році померла його мати. У 1874 році він вступив до Віденської консерваторії (на фортепіано та спів), але залишив її через рік. З 1875 року працює військовим кореспондентом для різних віденських газет і робить репортажи про Боснійсько-герцеговинське повстання та подальшу Чорногорсько-турецьку війну, яка закінчилася відступом османів у 1878 році.
З 1880 року працював військовим кореспондентом на Балканах, багато подорожував, був в Сибіру, на Близькому Сході, в Північній Африці, в Америці.
Між 1886 та 1887 роками він працює аташе в сербському посольстві в Берліні, а з 1887 до 1890 року — аташе в сербському посольстві у Відні.
Перша його книга «Чорногорія і чорногорці» була опублікована в 1877 році в Лейпцигу. Потім він написав ще кілька книг на тему Південно-Східних Балкан і їх народів. У політичному плані він, як і багато інших його сучасників, був у захваті від ідеї зібрати всіх південних слов'ян в єдину державу, утворену навколо Сербського королівства.
Через антирежимну літературу у 1882 (або 1893) році Гопчевич опинився у в'язниці і після цього залишив журналістику.

### Кар'єра під ім'ям Лео Бреннер
Після журналістики він повністю присвятив себе астрономії, за допомогою своєї багатої австрійської дружини Франциски фон Прасковіц та її соціальних зв'язків він зібрав кошти для відкриття обсерваторії в Малому Лошині, яку назвав Manora Sternwarte (Manora — псевдонім його дружини, нім. Sternwarte — обсерваторія). В 1893 році вони переїжджають до Малого Лошиня, де орендують на 15 років віллу, на даху якої вони будують астрономічну обсерваторію площею 16 м² з дерев'яною вежею, яка може обертатися навколо своєї осі, і купують 178-міліметровий телескоп. Манорська обсерваторія також мала власну бібліотеку з понад 4000 найменувань.

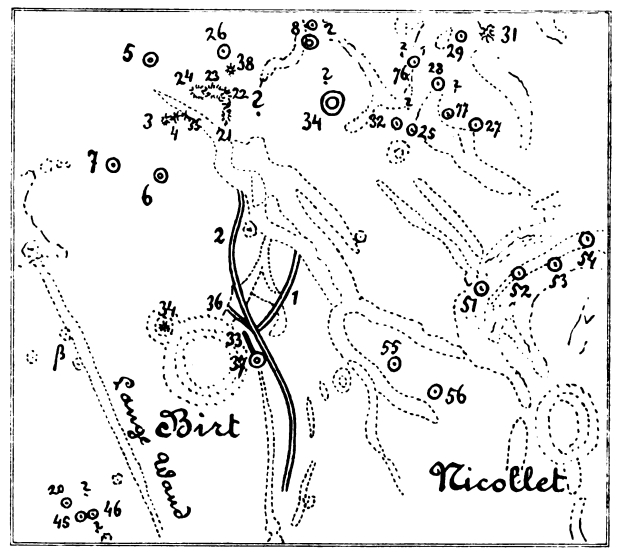
Малюнок астрономічних спостережень

Обсерваторія була відкрита 9 травня 1894 року. У наступні роки Гопчевич під псевдонімом Лео Бренер опублікував багато результатів своїх спостережень у престижних на той час журналах Astronomische Nachrtrichten, Observatory, The Journal of the British Astronomical Association, The English Mechanic, World of Science, а Манору відвідали багато астрономів.
Його наукову кар'єру поховало обчислення часу обертання Венери, яке виявилося помилковим, після чого колеги стали дивитися на його роботу скептично. Це втягнуло його в запеклу полеміку, яка ще більше дискредитувала його в науковому світі, після чого журнал Astronomische Nachrtrichten припинив публікацію його праць.
Обурений цим, він створив у 1899 році власний журнал Astronomische Rundschau, — перший астрономічний оглядовий журнал у Південно-Східній Європі. Також він також опублікував ряд книг з астрономії: Прогулянка небосхилом, Посібник для астрономів-любителів, Нова прогулянка небосхилом.
Коли в 1900 році Австро-Угорщина скоротила подальшу фінансову допомогу, Гопчевич не зміг самостійно фінансувати обсерваторію і, зактивши її в 1909 році, переїхав до США.
Гопчевич кілька років жив у Сан-Франциско, намагаючись досягти успіху в зовсім іншій сфері і написавши дві опери — «Паризькі вересневі дні» (1912) і «Рятівник життя» (1914). Перед самим початком Першої світової війни він повернувся до Європи, до Берліна, де редагував військовий журнал і публікував політичні статті на тему об'єднання всіх південнослов'янських народів, але цього разу під егідою Австро-Угорщини.
Після війни він дуже збіднив, але продовжував писати. Останній відомий текст, який він написав, датується 1922 роком і говорить про міфічні затонулі континенти Атлантиду та Лемурію.
Коли і де він помер, — невідомо. Часто вказуються 1928 рік і Відень, а також 1936 рік і Відень або Берлін. В одному джерелі датою смерті навіть вказано 1909 рік.

### Спадщина
Його внеску в астрономію було достатньо для того, щоб його колега, німецький астроном Філіп Фаут (1867—1941), назвав на його честь кратер Бреннер на Місяці.
Вулиця в Малому Лошині, де раніше була його обсерваторія, досі носить ім'я Спиридона Гопчевича, а місцеве астрономічне товариство, яке працює з 1993 року, носить ім'я Лео Бренера.